# Kanadas flygvapen
Kanadas flygvapen (engelska: Royal Canadian Air Force, RCAF; franska: Aviation royale canadienne, ARC, formellt Canadian Forces Air Command), är flygvapnets försvarsgren i den kanadensiska försvarsmakten. Flygvapnet hette mellan åren 1968 och 2011 Canadian Forces Air Command innan namnet Royal Canadian Air Force, som det haft från starten 1924 till bytet 1968, återtogs. 
Före 1924 bestod Kanadas flygvapen av kanadensiska flygare från Royal Flying Corps och Royal Naval Air Service, med den kortlivade Canadian Aviation Corps tillsammans med en liten styrka på två skvadroner knutna till Royal Air Force i Storbritannien under första världskriget. Under 1920 bildades en annan del i det kanadensiska flygvapnet som inriktade sig mest på flygutbildning och civil verksamhet. Det kanadensiska flygvapnet döptes om till Royal Canadian Air Force 1924.
Efter 1968 blev RCAF sammanfogat med den kanadensiska armén och kanadensiska marinen för att bilda Kanadas försvarsmakt och flygvapnets funktioner delades upp och placeras under flera nya flygkårer. Den 2 september 1975 blev Kanadas militära luftfart placerad i en och samma försvarsgren: Canadian Forces Air Command.

## Uppgift
RCAF ansvarar för all flygverksamhet i den kanadensiska försvarsmakten, att upprätthålla säkerheten i Kanadas luftrum och att tillhandahålla flygplan för att stödja Royal Canadian Navy (flottan) och Canadian Army (armén) i dess verksamhet. RCAF är en samarbetspartner med USA:s flygvapen för att skydda kontinentala luftrum genom North American Aerospace Defense Command (NORAD). RCAF ger också alla primära resurser till det nationella Search and Rescue-programmet.

## Historia
Omorganisationen av Kanadas försvarsmakt genomfördes den 1 februari 1968 och RCAF upphörde därmed att existera. Alla grenar inom den kanadensiska försvarsmakten enades i en gemensam gren med syfte att förbättra Kanadas militära effektivitet och flexibilitet.
Flygplan och baser för RCAF och kanadensiska flottan (Royal Canadian Naval Aviation Service), var spridda över flera olika kommandon i de nyligen enade styrkorna. Flyghuvudstaben bestod huvudsakligen av före detta RCAF CF-101 Voodoo jaktflygplan, tillsammans med radarnätverken DEW Line, Mid-Kanada Line och Pinetree Line.
Kommandot för flygtransporter var ansvarig för flygtransporter och tankning av flygplan med CC-137 Husky, vars främsta uppgift var att transportera mobila marktrupper till och från avlägsna konfliktområden i Europa. Armén bestod av före detta kanadensiska arméstyrkor tillsammans med arméns helikoptrar (CH-135 Twin Huey, CH-136 Kiowa, CH-147 Chinook, CH-113A Voyageur) och RCAF:s attackflygplan (CF-104 Starfighter).

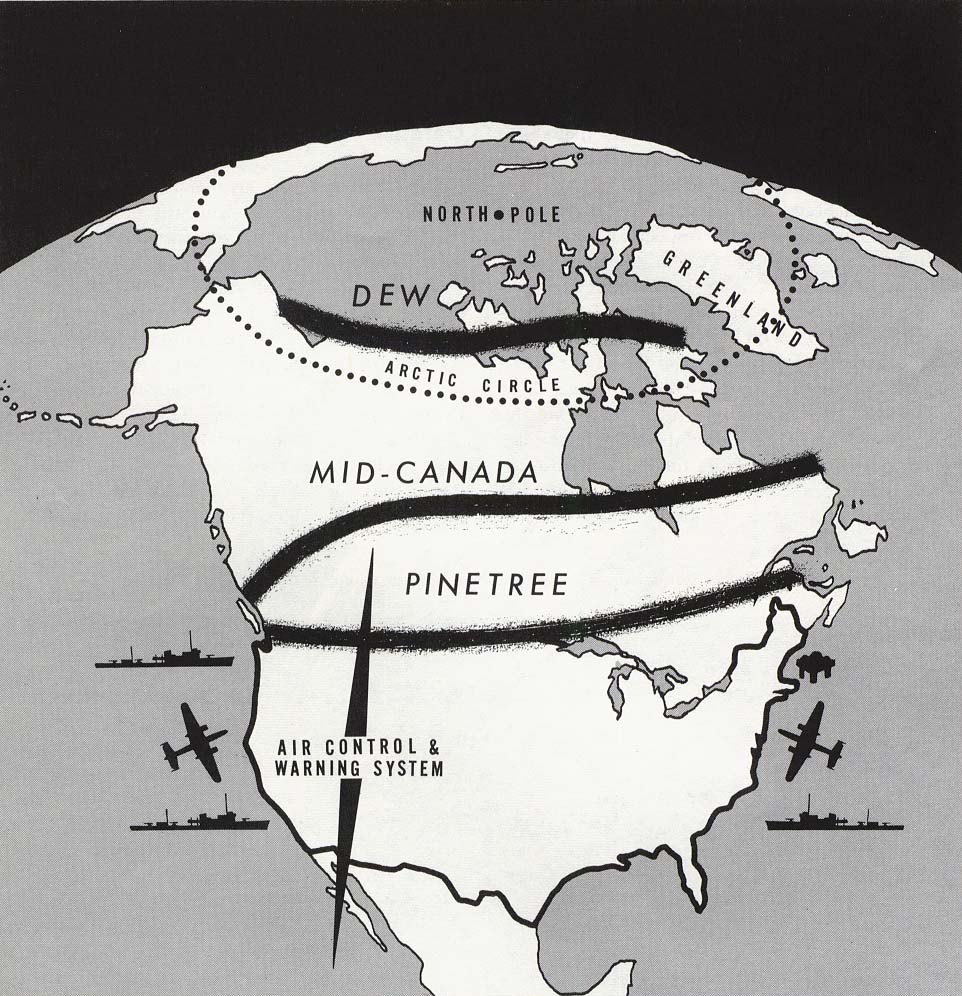
Kanadas tre radarlinjer. Från norr till söder: Distant Early Warning Line, Mid-Canada Line, och Pinetree Line.

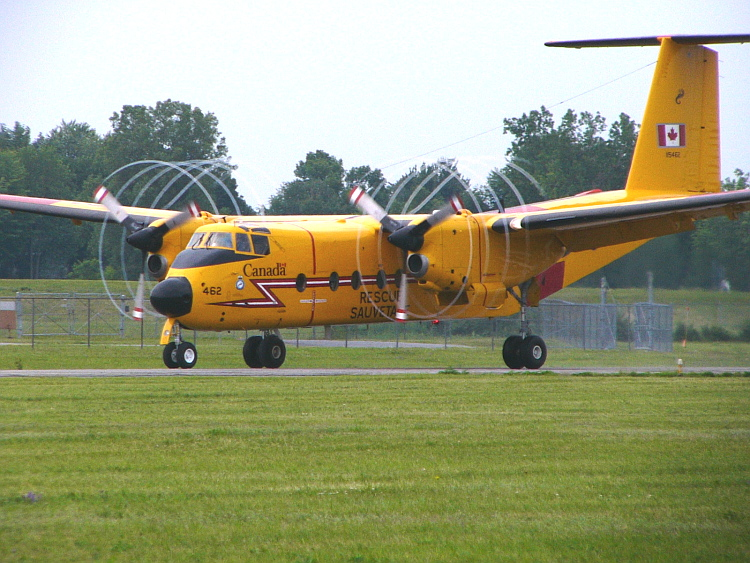
CC-115 Buffalo.

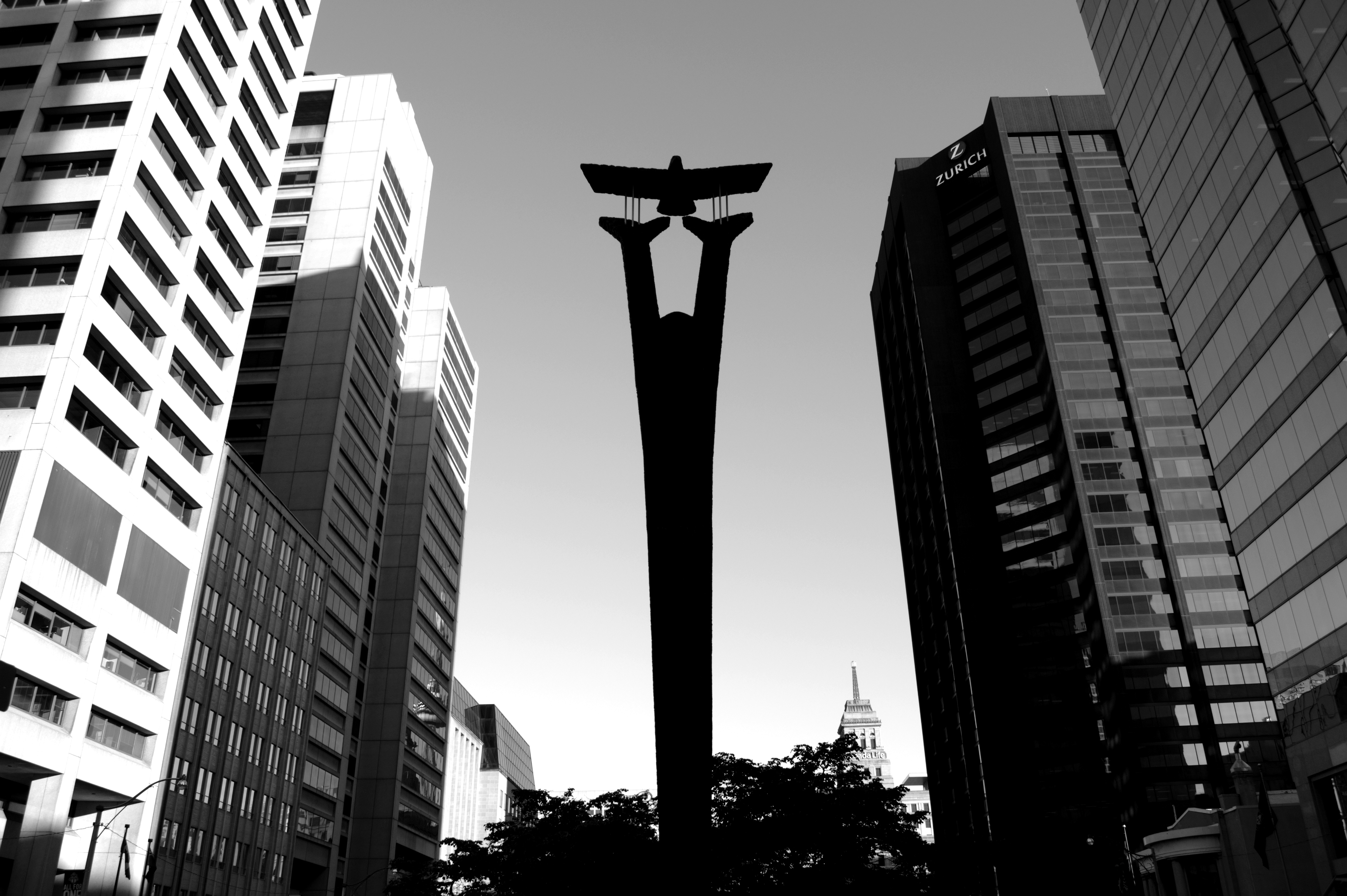
Per Ardua Ad Astra, ett minnesmärke för att hedra omkomna kanadensiska piloter. Statyn uppfördes 1984 av Oscar Nemon och står på University Avenue i Toronto

Den 9 augusti 1974 blev en CC-115 Buffalo från 116:e transportenheten som arbetade på FN-uppdrag nedskjuten av en syrisk luftvärnsrobot. Alla nio ombord omkom. Detta utgör den största förlusten av kanadensisk personal under enda dag sedan Koreakriget och det senaste kanadensiska militärflygplan som har skjutits ned.
Den 2 september 1975 gjordes en omorganisation av alla flygplan över alla kommandon som flyttades till den nybildade grenen (AIRCOM). Air Defence Command och kommandot för flygtransporter togs bort, utbildningsverksamheten, Maritime Command, och Mobile Command (omdöpt till Force Mobile Command) blev omgrupperade för att återspegla den nya strukturen. Den nu bildade AIRCOM var mycket lik föregångaren RCAF i och med att den hanterade alla flygets krav inom Kanadas militär.
Flera baser lades ner mellan 1970 och 1990, på grund av diverse förändringar inom flygplansflottan. Eftersom multirollflygplanet CF-18A / B Hornet köptes in pensionerades CF-104 Starfighter och CF-101 Voodoo i början-mitten av 1980-talet och det gjordes nedskärningar i flera baser som enbart hade haft dessa flygplan. Nedläggningarna av baserna utanför Miramichi och Söllingen i Tyskland tillsammans med olika bombningsanläggningar och pensioneringen av stridsflygplanet CF-116 och transport-/ lufttankningsflygplanet Boeing 707 förde AIRCOM till sin nuvarande struktur.
AIRCOM genomgick även stora förändringar i slutet av 1970-talet när CP-107 Argus och CP-121 Tracker ersattes med patrullflygplanen CP-140 Aurora/CP-140A Arcturus.
Efter sammanslagningen bar all personal i den kanadensiska försvarsmakten en mörkgrön uniform med gradbeteckning på endast mössa och krage som kännetecken för piloter och flygplansbesättning. Denna uniform fortsatte under det nybildade AIRCOM från 1975 fram till mitten av 1980-talet då AIRCOM återvände till blå-grå uniformer som i stort sett liknade den tidigare RCAF-uniformen, men gradbeteckningen härstammande från armén som antogs efter sammanslagningen behölls.
Search and rescue-skvadronerna fick nya helikoptrar när CH-149 Cormorant ersatte CH-113 Labrador i början på 2002. CC-115 Buffalo ersattes även på 2000-talet med ett dedikerat STOL sök- och räddningsflygplan. De 40-åriga antiubåtshelikoptrarna CH-124 Sea King är för närvarande fortfarande i drift. Den nybeställda ersättaren Sikorsky CH-148 Cyclone kommer dock att börja levereras under sommaren 2011.
Under 2007 och 2008 köptes fyra C-17 Globemaster III in för att förbättra kapaciteten inom lufttransport. Nya CC-130J Super Hercules (vidareutveckling av C-130 Hercules)-transportflygplan började levereras i början av sommaren 2010, sex månader tidigare än planerat. Totalt sjutton flygplan ska levereras innan april 2012.
I mars 2011 stationerade kanadensiska flygvapnet sex CF-188 Hornet, två Boeing CC-177 Globemasters, två CP-140 Auroras, och en personalstyrka på cirka 250 man som en del av Operation Mobile, Kanadas insats i den internationella militärinsatsen i Libyen 2011.
Flygvapnet upprätthöll ursprungligen en flygförbudszon som en del av Operation Odyssey Dawn, men är nu under Natos Operation Unified Protector. Kanadensiska CF-188:or har genomfört flera bombräder mot libyska militära installationer.
Den 16 augusti 2011 tillkännagav regeringen att flygvapnet byter tillbaka namn till Royal Canadian Air Force.